# Truchas
Truchas (Trueitas, in Lingua leonese) è un comune spagnolo di 720 abitanti situato nella provincia di León, comunità autonoma di Castiglia e León.

## Altri collegamenti
- Regno di León
- Lingua leonese